# Giải César cho thiết kế phục trang xuất sắc nhất
Giải César cho thiết kế trang phục là một giải César dành cho các người thiết kế trang phục trong một phim được bầu chọn là tốt nhất. Giải này được lập ra từ năm 1985 để thưởng cho các phim sản xuất trong năm 1984.
Dưới đây là các người và các phim đoạt giải:

## Thập niên 1980
- 1985: Yvonne Sassinot de Nesle, phim Un amour de Swann
- 1986: Catherine Gorne-Achdjian, phim Harem
- 1987: Anthony Powell, phim Pirates
- 1988: Jacqueline Moreau, phim La Passion Béatrice
- 1989: Dominique Borg, phim Camille Claudel

## Thập niên 1990
- 1990: Théodor Pistek, phim Valmont
- 1991: Franca Squarciapino, phim Cyrano de Bergerac
- 1992: Corinne Jorry, phim Tous les matins du monde
- 1993: Sylvie de Segonzac, phim Le Souper
- 1994: Sylvie Gautrelet, Caroline de Vivaise & Bernadette Villard, phim Germinal
- 1995: Moidele Bickel, phim La reine Margot
- 1996: Christian Gasc, phim Madame Butterfly
- 1997: Christian Gasc, phim Ridicule
- 1998: Christian Gasc, phim Le Bossu
- 1999: Pierre-Jean Larroque, phim Lautrec

## Thập niên 2000
- 2000: Catherine Leterrier, phim Jeanne d'Arc
- 2001: Edith Vesperini et Jean-Daniel Vuillermoz, phim Saint-Cyr
- 2002: Dominique Borg, phim Le Pacte des loups
- 2003: Philippe Guillotel, Tanino Liberatore & Florence Sadaune, phim Astérix & Obélix: Mission Cléopâtre
- 2004: Jackie Budin, phim Pas sur la bouche
- 2005: Madeline Fontaine, phim Un long dimanche de fiançailles
- 2006: Caroline de Vivaise, phim Gabrielle
- 2007: Marie-Claude Altot, phim Lady Chatterley
- 2008: Marit Allen, phim La Môme
- 2009: Madeline Fontaine, phim Séraphine
  - Pierre-Jean Larroque, - Les Femmes de l'ombre
  - Virginie Montel, - Mesrine: L'Instinct de mort & Mesrine: L'Ennemi public n° 1
  - Nathalie du Roscoat, - Sagan
  - Carine Sarfati, - Faubourg 36